# Цнинский сельсовет
Цнинский сельсовет — упразднённое административно-территориальное образование и бывшее сельское поселение в Тамбовском районе Тамбовской области Российской Федерации.
Административный центр и единственный населённый пункт сельсовета — посёлок Строитель. 

## История
Сельсовет образован в январе 1987 года путём выделения из Бокинского сельсовета. 
Как сельское поселение образовано Законом от 17 сентября 2004 года. 
Сельсовет как административно-территориальное и муниципальное образования упразднён Законом от 23 декабря 2022 года с присоединением его территории к 1 января 2023 года в состав городского округа города Тамбова.

## Население
| 2010    | 2012    | 2013    | 2014    | 2015    | 2016    | 2017    |
| ------- | ------- | ------- | ------- | ------- | ------- | ------- |
| 18 437  | ↗18 711 | ↗19 127 | ↗19 344 | ↗19 539 | ↘19 173 | ↗19 300 |
| 2018    | 2019    | 2020    | 2021    |         |         |         |
| ↗19 382 | ↘19 265 | ↘18 955 | ↗19 647 |         |         |         |